# Asterocheres crinoidicola
Asterocheres crinoidicola is een eenoogkreeftjessoort uit de familie van de Asterocheridae. De wetenschappelijke naam van de soort is voor het eerst geldig gepubliceerd in 2000 door Humes.